# Ibicuí (kommun)
Ibicuí är en kommun i Brasilien.   Den ligger i delstaten Bahia, i den östra delen av landet, 900 km öster om huvudstaden Brasília. Antalet invånare är 15 786.
Följande samhällen finns i Ibicuí:
- Ibicuí

Omgivningarna runt Ibicuí är huvudsakligen savann. Runt Ibicuí är det mycket glesbefolkat, med 3 invånare per kvadratkilometer.